# Torneo Apertura 2016 Liga de Nuevos Talentos
El Torneo Apertura 2016 de la Liga de Nuevos Talentos fue el 39° torneo corto que abrió la LXVll temporada de la Segunda División de México de fútbol. Contó con la participación de 21 equipos, al término del siguiente torneo hubo descenso a la Tercera División de México.

## Sistema de competición
El sistema de competición de este torneo se desarrolla en dos fases:
- Fase de calificación: que se integra por las 14 jornadas del torneo (partidos de ida y vuelta) y además de que durante el torneo cada equipo tendrá dos Jornadas de descanso.
- Fase final: que se integra por los partidos de ida y vuelta en rondas de cuartos de final, de semifinal y final.

### Fase de calificación
En la fase de calificación se observará el sistema de puntos. La ubicación en la tabla general está sujeta a lo siguiente:
- Por juego ganado se obtendrán tres puntos.(si el visitante gana por diferencia de 2 o más goles se lleva el punto extra)
- Por juego empatado se obtendrá un punto. (se juegan en penales el punto extra)
- Por juego perdido no se otorgan puntos.

En esta fase participan los 21 Clubes de la Liga de Nuevos Talentos jugando en cada grupo todos contra todos durante las jornadas respectivas, a un solo partido.
El orden de los clubes al final de la Fase de Calificación del torneo corresponderá a la suma de los puntos obtenidos por cada uno de ellos y se presentará en forma descendente. Si al finalizar las 14 jornadas del torneo, dos o más clubes estuviesen empatados en puntos, su posición en la Tabla general será determinada atendiendo a los siguientes criterios de desempate:
1. Mejor diferencia entre los goles anotados y recibidos.
2. Mayor número de goles anotados.
3. Marcadores particulares entre los Clubes empatados.
4. Mayor número de goles anotados como visitante.
5. Mejor ubicado en la Tabla general de cociente.
6. Tabla Fair Play.
7. Sorteo.

Para determinar los lugares que ocuparán los Clubes que participen en la Fase final del Torneo se tomará como base la Tabla general de clasificación.
Participan automáticamente por el título de Campeón de la Liga de Nuevos Talentos los dos mejores lugares de cada grupo, además de los dos mejores terceros lugares (8 en total).

### Fase final
Los ocho clubes calificados para esta fase del torneo serán reubicados de acuerdo con el lugar que ocupen en la Tabla general al término de la jornada 14, con el puesto del número uno al club mejor clasificado, y así hasta el # 8. Los partidos a esta Fase se desarrollarán a visita, en las siguientes etapas:
- Cuartos de final
- Semifinales
- Final

Los clubes vencedores en los partidos de cuartos de final y semifinal serán aquellos que en los dos juegos anoten el mayor número de goles. De existir empate en el número de goles anotados, la posición se definirá a favor del club con mayor cantidad de goles a favor cuando actúe como visitante.
Si una vez aplicado el criterio anterior los clubes siguieran empatados, se observará la posición de los clubes en la Tabla general de clasificación.
Los partidos correspondientes a la fase final se jugarán obligatoriamente los días miércoles y sábado, y jueves y domingo eligiendo, en su caso, exclusivamente en forma descendente, los cuatro Clubes mejor clasificados en la Tabla general al término de la jornada 14, el día y horario de su partido como local. Los siguientes cuatro Clubes podrán elegir únicamente el horario.
El Club vencedor de la Final y por lo tanto Campeón, será aquel que en los dos partidos anote el mayor número de goles. Si al término del tiempo reglamentario el partido está empatado, se agregarán dos tiempos extras de 15 minutos cada uno. De persistir el empate en estos periodos, se procederá a lanzar tiros penales hasta que resulte un vencedor.
Los partidos de Cuartos de final se jugarán de la siguiente manera:
En las Semifinales participarán los cuatro Clubes vencedores de Cuartos de final, reubicándolos del uno al cuatro, de acuerdo a su mejor posición en la Tabla general de clasificación al término de la jornada 14 del Torneo correspondiente, enfrentándose:
Disputarán el título de Campeón de los Torneos de Apertura 2016 y Clausura 2017 los dos clubes vencedores de la fase semifinal correspondiente, reubicándolos del uno al dos, de acuerdo a su mejor posición en la Tabla general de clasificación al término de las jornadas de cada torneo.

## Equipos participantes

### Ascensos y descensos
| Pos | de Liga de Nuevos Talentos |
| --- | -------------------------- |
| 26° | Llaneros de Guadalupe      |

| Pos         | de la Tercera División |
| ----------- | ---------------------- |
| 2º          | Valle Verde            |
| Nueva Plaza | Yalmakan               |

| Pos | a la Liga Premier de Ascenso |
| --- | ---------------------------- |
| 1º  | Real Zamora                  |

| Pos | a la Liga de Nuevos Talentos |
| --- | ---------------------------- |
| 46º | Petroleros de Veracruz       |

## Equipos por Entidad Federativa
Se muestran las localizaciones en mapa de equipos de Segunda División de México 2016/17 ramal Liga de Nuevos Talentos de México.
Para la temporada 2016-17, la entidad federativa de la República Mexicana con más equipos en la Liga de Nuevos Talentos es Estado de México con tres equipos.
| Entidad Federativa | N.º | Equipos                                                                      |
| ------------------ | --- | ---------------------------------------------------------------------------- |
| Estado de México   | 3   | Deportivo Nuevo Chimalhuacán, Deportivo Gladiadores y Colibríes de Malinalco |
| Durango            | 2   | Atlético Lagunero y Calor de San Pedro                                       |
| Hidalgo            | 2   | Garzas UAEH y FC Satélites                                                   |
| Michoacán          | 2   | Sahuayo FC y Alacranes Rojos de Apatzingán                                   |
| Jalisco            | 1   | Deportivo San Juan                                                           |
| Chiapas            | 1   | Valle Verde                                                                  |
| Guanajuato         | 1   | Celaya "B"                                                                   |
| Morelos            | 1   | Cuautla                                                                      |
| Quintana Roo       | 1   | Yalmakan                                                                     |
| Veracruz           | 1   | Patriotas                                                                    |
| Puebla             | 1   | Lobos Prepa                                                                  |
| Sinaloa            | 1   | Dorados "B"                                                                  |
| Tlaxcala           | 1   | Tlaxcala B                                                                   |
| Guerrero           | 1   | Cuatetes de Acapulco                                                         |
| Colima             | 1   | Manzanillo                                                                   |
| Tamaulipas         | 1   | Correcaminos "B"                                                             |

### Cambios
- Atlético San Luis "B", Necaxa "B", Tecomán F.C., Petroleros, Selva Cañera y Académicos de Atlas desaparecen.
- Tigrillos de Chetumal ya no participará en esta liga[1]
- Yalmakan FC, Acapulco F.C., Atlético Lagunero, Dorados de Cuilacan y Manzanillo F.C. equipo de expansión.
- Club Sporting Canamy participara en la Liga Premier de Ascenso
- Zorros de la UMSNH cambia nombre a Alacranes Rojos de Apatzingán
- Originalmente Picudos de Manzanillo iba a participar en la liga, pero por cuestiones desconocidas no lo hace, su lugar en el Grupo 1 será ocupado por Deportivo San Juan y en el Grupo 2 estará otro equipo de expansión, Vikingos de Chalco.

### Grupo 1
| Logo | Equipo                        | Sede                           | Entrenador             | Estadio                                   | Filial de          |
| ---- | ----------------------------- | ------------------------------ | ---------------------- | ----------------------------------------- | ------------------ |
|      | Alacranes Rojos de Apatzingán | Apatzingán, Michoacán          | César Salazar          | Adolfo López Mateos                       |                    |
|      | Atlético Lagunero             | Matamoros, Coahuila            | Guillermo Gómez        | Deportiva Raul Onofre                     |                    |
|      | Club Calor                    | Gómez Palacio, Durango         | Miguel Ángel Salais    | Unidad Deportiva Gómez Palacio            |                    |
|      | Correcaminos "B"              | Ciudad Victoria, Tamaulipas    | Ricardo Chávez Medrano | Eugenio Alvizo Porras                     | Correcaminos UAT   |
|      | Deportivo San Juan            | San Juan de los Lagos, Jalisco | Adán Sahagún           | San Andrés                                |                    |
|      | Dorados "B"                   | Culiacán, Sinaloa              | Omar Briceño           | Banorte                                   | Dorados de Sinaloa |
|      | Sahuayo F.C.                  | Sahuayo, Michoacán             | Carlos Torres          | Unidad Deportiva Francisco García Vilchis | Tigres UANL        |

### Grupo 2
| Logo | Equipo                 | Sede                         | Entrenador          | Estadio              | Filial de           |
| ---- | ---------------------- | ---------------------------- | ------------------- | -------------------- | ------------------- |
|      | Celaya "B"             | Soria, Guanajuato            | Rafael Bautista     | Miguel Alemán Valdés | Club Celaya         |
|      | Cuatetes de Acapulco   | Acapulco, Guerrero           | Antonio Arellanes   | Polideportivo CICI   |                     |
|      | Colibríes de Malinalco | Malinalco, Estado de México  | Marco Antonio Trejo | La Loma              | Alebrijes de Oaxaca |
|      | Deportivo Gladiadores  | Cuautitlán, Estado de México | Felix Vieyra        | Los Pinos            |                     |
|      | F.C. Satélites         | Tulancingo de Bravo, Hidalgo | Ángel Kamamoto      | Primero de Mayo      |                     |
|      | Garzas UAEH            | Pachuca, Hidalgo             | Juan Gabriel Cruz   | Revolución Mexicana  | CF Pachuca          |
|      | Vikingos               | Chalco, Estado de México     | Bandera de ?        | Arreola              |                     |

### Grupo 3
| Logo | Equipo                       | Sede                           | Entrenador           | Estadio                             | Filial de              |
| ---- | ---------------------------- | ------------------------------ | -------------------- | ----------------------------------- | ---------------------- |
|      | Coyotes "B"                  | Apetatitlán, Tlaxcala          | 'Por Definir'        | Unidad Deportiva Próspero Cahuantzi | Club de Fútbol Pachuca |
|      | Cuautla                      | Cuautla, Morelos               | Héctor Vidal         | Isidro Gil Tapia                    |                        |
|      | Deportivo Nuevo Chimalhuacán | Chimalhuacán, Estado de México | Víctor Hugo Macedo   | Tepalcates                          |                        |
|      | Valle Verde                  | Jiquipilas, Chiapas            | Pedro Jiménez Rincón | Richard Ruiz                        |                        |
|      | Lobos Prepa                  | Puebla, Puebla                 | Walter Paolella      | Olímpico de la BUAP                 | Lobos BUAP             |
|      | Patriotas                    | Córdoba, Veracruz              | Ignacio Morales      | Universidad Cristóbal Colón         |                        |
|      | Yalmakan                     | Puerto Morelos, Quintana Roo   | Carlos Bracamonte    | Pescadores                          |                        |

## Torneo Regular
Info Organizada de la Pag oficial de la Segunda División https://web.archive.org/web/20160620071617/http://www.segundadivisionfmf.org.mx/resultados-segunda-division
| Jornada 1                                     | Jornada 1 | Jornada 1              | Jornada 1             | Jornada 1     | Jornada 1 | Jornada 1 | Jornada 1 | Jornada 1 | Jornada 1 | Jornada 1 |
| Grupo A                                       | Grupo A   | Grupo A                | Grupo A               | Grupo A       | Grupo A   | Grupo A   | Grupo A   | Grupo A   | Grupo A   | Grupo A   |
| Local                                         | Resultado | Visitante              | Estadio               | Fecha         | Hora      |           |           |           |           |           |
| --------------------------------------------- | --------- | ---------------------- | --------------------- | ------------- | --------- | --------- | --------- | --------- | --------- | --------- |
| Archivo:Correcaminos UAT.png Correcaminos "B" | 4 - 0     | Atlético Lagunero      | Eugenio Alvizo Porras | 13 de agosto  | 10:00     |           |           |           |           |           |
| Alacranes Rojos de Apatzingán                 | 0 - 2     | Dorados "B"            | Adolfo López Mateos   | 14 de agosto  | 16:00     |           |           |           |           |           |
| Deportivo San Juan                            | 0 - 2     | Sahuayo FC             | San Andrés            | 25 de octubre | 16:00     |           |           |           |           |           |
| Grupo B                                       |           |                        |                       |               |           |           |           |           |           |           |
| Local                                         | Resultado | Visitante              | Estadio               | Fecha         | Hora      |           |           |           |           |           |
| Vikingos                                      | 0 - 4     | Colibríes de Malinalco | Arreola               | 12 de agosto  | 11:00     |           |           |           |           |           |
| FC Satélites                                  | 4 - 2     | Cuatetes de Acapulco   | Primero de Mayo       | 13 de agosto  | 16:00     |           |           |           |           |           |
| Celaya "B"                                    | 1 - 2     | Garzas UAEH            | Miguel Alemán Valdés  | 4 de octubre  | 16:00     |           |           |           |           |           |
| Grupo C                                       |           |                        |                       |               |           |           |           |           |           |           |
| Local                                         | Resultado | Visitante              | Estadio               | Fecha         | Hora      |           |           |           |           |           |
| Cuautla                                       | 0 - 0     | Coyotes "B"            | Isidro Gil Tapia      | 13 de agosto  | 16:00     |           |           |           |           |           |
| Deportivo Nuevo Chimalhuacán                  | 0 - 3     | Lobos Prepa            | Tepalcates            | 13 de agosto  | 16:00     |           |           |           |           |           |
| Yalmakan                                      | 3 - 1     | Valle Verde            | Pescadores            | 14 de agosto  | 16:00     |           |           |           |           |           |

| Jornada 2              | Jornada 2 | Jornada 2                                     | Jornada 2                                 | Jornada 2    | Jornada 2 | Jornada 2 | Jornada 2 | Jornada 2 | Jornada 2 | Jornada 2 | Jornada 2 |
| Grupo A                | Grupo A   | Grupo A                                       | Grupo A                                   | Grupo A      | Grupo A   | Grupo A   | Grupo A   | Grupo A   | Grupo A   | Grupo A   | Grupo A   |
| Local                  | Resultado | Visitante                                     | Estadio                                   | Fecha        | Hora      |           |           |           |           |           |           |
| ---------------------- | --------- | --------------------------------------------- | ----------------------------------------- | ------------ | --------- | --------- | --------- | --------- | --------- | --------- | --------- |
| Dorados "B"            | 3 - 0     | Archivo:Correcaminos UAT.png Correcaminos "B" | Banorte                                   | 20 de agosto | 10:00     |           |           |           |           |           |           |
| Calor de San Pedro     | 1 - 0     | Deportivo San Juan                            | Unidad Deportiva Gómez Palacio            | 20 de agosto | 16:00     |           |           |           |           |           |           |
| Sahuayo FC             | 5 - 2     | Alacranes Rojos de Apatzingán                 | Unidad Deportiva Francisco García Vilchis | 20 de agosto | 17:00     |           |           |           |           |           |           |
| Grupo B                |           |                                               |                                           |              |           |           |           |           |           |           |           |
| Local                  | Resultado | Visitante                                     | Estadio                                   | Fecha        | Hora      |           |           |           |           |           |           |
| Garzas UAEH            | 0 - 0     | Deportivo Gladiadores                         | Revolución Mexicana                       | 19 de agosto | 12:00     |           |           |           |           |           |           |
| FC Satélites           | 4 - 0     | Vikingos                                      | Primero de Mayo                           | 20 de agosto | 16:00     |           |           |           |           |           |           |
| Colibríes de Malinalco | 0 - 2     | Celaya "B"                                    | La Loma                                   | 20 de agosto | 16:00     |           |           |           |           |           |           |
| Grupo C                |           |                                               |                                           |              |           |           |           |           |           |           |           |
| Local                  | Resultado | Visitante                                     | Estadio                                   | Fecha        | Hora      |           |           |           |           |           |           |
| Lobos Prepa            | 1 - 2     | Patriotas de Córdoba                          | Olímpico de la BUAP                       | 19 de agosto | 10:00     |           |           |           |           |           |           |
| Coyotes "B"            | 1 - 4     | Yalmakan                                      | Unidad Deportiva Próspero Cahuantzi       | 20 de agosto | 11:00     |           |           |           |           |           |           |
| Valle Verde            | 1 - 0     | Deportivo Nuevo Chimalhuacán                  | Richard Ruiz                              | 20 de agosto | 16:00     |           |           |           |           |           |           |

| Jornada 3                                     | Jornada 3 | Jornada 3              | Jornada 3                   | Jornada 3     | Jornada 3 | Jornada 3 | Jornada 3 | Jornada 3 | Jornada 3 | Jornada 3 | Jornada 3 |
| Grupo A                                       | Grupo A   | Grupo A                | Grupo A                     | Grupo A       | Grupo A   | Grupo A   | Grupo A   | Grupo A   | Grupo A   | Grupo A   | Grupo A   |
| Local                                         | Resultado | Visitante              | Estadio                     | Fecha         | Hora      |           |           |           |           |           |           |
| --------------------------------------------- | --------- | ---------------------- | --------------------------- | ------------- | --------- | --------- | --------- | --------- | --------- | --------- | --------- |
| Archivo:Correcaminos UAT.png Correcaminos "B" | 0 - 0     | Sahuayo FC             | Eugenio Alvizo Porras       | 27 de agosto  | 10:00     |           |           |           |           |           |           |
| Deportivo San Juan                            | 1 - 1     | Atlético Lagunero      | San Andrés                  | 27 de agosto  | 16:00     |           |           |           |           |           |           |
| Alacranes Rojos de Apatzingán                 | 2 - 4     | Calor de San Pedro     | Adolfo López Mateos         | 28 de agosto  | 16:00     |           |           |           |           |           |           |
| Grupo B                                       |           |                        |                             |               |           |           |           |           |           |           |           |
| Local                                         | Resultado | Visitante              | Estadio                     | Fecha         | Hora      |           |           |           |           |           |           |
| Celaya "B"                                    | 5 - 3     | FC Satélites           | Miguel Alemán Valdés        | 28 de agosto  | 12:00     |           |           |           |           |           |           |
| Deportivo Gladiadores                         | 2 - 1     | Colibríes de Malinalco | Los Pinos                   | 28 de agosto  | 12:00     |           |           |           |           |           |           |
| Cuatetes de Acapulco                          | 4 - 2     | Garzas UAEH            | Polideportivo CICI          | 26 de octubre | 12:00     |           |           |           |           |           |           |
| Grupo C                                       |           |                        |                             |               |           |           |           |           |           |           |           |
| Local                                         | Resultado | Visitante              | Estadio                     | Fecha         | Hora      |           |           |           |           |           |           |
| Deportivo Nuevo Chimalhuacán                  | 0 - 1     | Coyotes "B"            | Tepalcates                  | 27 de agosto  | 16:00     |           |           |           |           |           |           |
| Patriotas de Córdoba                          | 3 - 0     | Valle Verde            | Universidad Cristóbal Colón | 27 de agosto  | 16:00     |           |           |           |           |           |           |
| Cuautla                                       | 1 - 1     | Lobos Prepa            | Isidro Gil Tapia            | 27 de agosto  | 16:00     |           |           |           |           |           |           |

| Jornada 4              | Jornada 4 | Jornada 4                                     | Jornada 4                           | Jornada 4       | Jornada 4 | Jornada 4 | Jornada 4 | Jornada 4 | Jornada 4 | Jornada 4 | Jornada 4 |
| Grupo A                | Grupo A   | Grupo A                                       | Grupo A                             | Grupo A         | Grupo A   | Grupo A   | Grupo A   | Grupo A   | Grupo A   | Grupo A   | Grupo A   |
| Local                  | Resultado | Visitante                                     | Estadio                             | Fecha           | Hora      |           |           |           |           |           |           |
| ---------------------- | --------- | --------------------------------------------- | ----------------------------------- | --------------- | --------- | --------- | --------- | --------- | --------- | --------- | --------- |
| Dorados "B"            | 5 - 0     | Deportivo San Juan                            | Banorte                             | 3 de septiembre | 10:00     |           |           |           |           |           |           |
| Calor de San Pedro     | 0 - 0     | Archivo:Correcaminos UAT.png Correcaminos "B" | Unidad Deportiva Gómez Palacio      | 3 de septiembre | 16:00     |           |           |           |           |           |           |
| Atlético Lagunero      | 0 - 3     | Alacranes Rojos de Apatzingán                 | Deportiva Raul Onofre               | 3 de septiembre | 16:00     |           |           |           |           |           |           |
| Grupo B                |           |                                               |                                     |                 |           |           |           |           |           |           |           |
| Local                  | Resultado | Visitante                                     | Estadio                             | Fecha           | Hora      |           |           |           |           |           |           |
| Garzas UAEH            | 4 - 0     | Vikingos                                      | Revolución Mexicana                 | 2 de septiembre | 12:00     |           |           |           |           |           |           |
| Colibríes de Malinalco | 3 - 1     | Cuatetes de Acapulco                          | La Loma                             | 3 de septiembre | 16:00     |           |           |           |           |           |           |
| FC Satélites           | 2 - 3     | Deportivo Gladiadores                         | Primero de Mayo                     | 3 de septiembre | 16:00     |           |           |           |           |           |           |
| Grupo C                |           |                                               |                                     |                 |           |           |           |           |           |           |           |
| Local                  | Resultado | Visitante                                     | Estadio                             | Fecha           | Hora      |           |           |           |           |           |           |
| Lobos Prepa            | 3 - 2     | Yalmakan                                      | Olímpico de la BUAP                 | 2 de septiembre | 10:00     |           |           |           |           |           |           |
| Coyotes "B"            | 0 - 1     | Patriotas de Córdoba                          | Unidad Deportiva Próspero Cahuantzi | 3 de septiembre | 11:00     |           |           |           |           |           |           |
| Valle Verde            | 4 - 3     | Cuautla                                       | Richard Ruiz                        | 3 de septiembre | 16:00     |           |           |           |           |           |           |

| Jornada 5                     | Jornada 5 | Jornada 5                                     | Jornada 5                      | Jornada 5        | Jornada 5 | Jornada 5 | Jornada 5 | Jornada 5 | Jornada 5 | Jornada 5 | Jornada 5 |
| Grupo A                       | Grupo A   | Grupo A                                       | Grupo A                        | Grupo A          | Grupo A   | Grupo A   | Grupo A   | Grupo A   | Grupo A   | Grupo A   | Grupo A   |
| Local                         | Resultado | Visitante                                     | Estadio                        | Fecha            | Hora      |           |           |           |           |           |           |
| ----------------------------- | --------- | --------------------------------------------- | ------------------------------ | ---------------- | --------- | --------- | --------- | --------- | --------- | --------- | --------- |
| Dorados "B"                   | 2 - 0     | Sahuayo FC                                    | Banorte                        | 10 de septiembre | 10:00     |           |           |           |           |           |           |
| Calor de San Pedro            | 2 - 1     | Atlético Lagunero                             | Unidad Deportiva Gómez Palacio | 10 de septiembre | 16:00     |           |           |           |           |           |           |
| Alacranes Rojos de Apatzingán | 0 - 8     | Archivo:Correcaminos UAT.png Correcaminos "B" | Adolfo López Mateos            | 11 de septiembre | 16:00     |           |           |           |           |           |           |
| Grupo B                       |           |                                               |                                |                  |           |           |           |           |           |           |           |
| Local                         | Resultado | Visitante                                     | Estadio                        | Fecha            | Hora      |           |           |           |           |           |           |
| Vikingos                      | 1 - 2     | Celaya "B"                                    | Arreola                        | 10 de septiembre | 16:00     |           |           |           |           |           |           |
| Colibríes de Malinalco        | 2 - 1     | FC Satélites                                  | La Loma                        | 10 de septiembre | 16:00     |           |           |           |           |           |           |
| Deportivo Gladiadores         | 2 - 0     | Cuatetes de Acapulco                          | Los Pinos                      | 11 de septiembre | 12:00     |           |           |           |           |           |           |
| Grupo C                       |           |                                               |                                |                  |           |           |           |           |           |           |           |
| Local                         | Resultado | Visitante                                     | Estadio                        | Fecha            | Hora      |           |           |           |           |           |           |
| Valle Verde                   | 3 - 1     | Coyotes "B"                                   | Richard Ruiz                   | 10 de septiembre | 16:00     |           |           |           |           |           |           |
| Patriotas de Córdoba          | 2 - 1     | Cuautla                                       | Universidad Cristóbal Colón    | 10 de septiembre | 16:00     |           |           |           |           |           |           |
| Yalmakan                      | 0 - 0     | Deportivo Nuevo Chimalhuacán                  | Pescadores                     | 11 de septiembre | 16:00     |           |           |           |           |           |           |

| Jornada 6                    | Jornada 6 | Jornada 6                     | Jornada 6                                 | Jornada 6        | Jornada 6 | Jornada 6 | Jornada 6 | Jornada 6 | Jornada 6 | Jornada 6 | Jornada 6 |
| Grupo A                      | Grupo A   | Grupo A                       | Grupo A                                   | Grupo A          | Grupo A   | Grupo A   | Grupo A   | Grupo A   | Grupo A   | Grupo A   | Grupo A   |
| Local                        | Resultado | Visitante                     | Estadio                                   | Fecha            | Hora      |           |           |           |           |           |           |
| ---------------------------- | --------- | ----------------------------- | ----------------------------------------- | ---------------- | --------- | --------- | --------- | --------- | --------- | --------- | --------- |
| Atlético Lagunero            | 2 - 1     | Dorados "B"                   | Deportiva Raul Onofre                     | 17 de septiembre | 16:00     |           |           |           |           |           |           |
| Deportivo San Juan           | 2 - 3     | Alacranes Rojos de Apatzingán | San Andrés                                | 17 de septiembre | 16:00     |           |           |           |           |           |           |
| Sahuayo FC                   | 2 - 3     | Calor de San Pedro            | Unidad Deportiva Francisco García Vilchis | 17 de septiembre | 17:00     |           |           |           |           |           |           |
| Grupo B                      |           |                               |                                           |                  |           |           |           |           |           |           |           |
| Local                        | Resultado | Visitante                     | Estadio                                   | Fecha            | Hora      |           |           |           |           |           |           |
| Garzas UAEH                  | 1 - 2     | Colibríes de Malinalco        | Revolución Mexicana                       | 16 de septiembre | 12:00     |           |           |           |           |           |           |
| Cuatetes de Acapulco         | 5 - 0     | Vikingos                      | Polideportivo CICI                        | 16 de septiembre | 20:00     |           |           |           |           |           |           |
| Celaya "B"                   | 3 - 0     | Deportivo Gladiadores         | Miguel Alemán Valdés                      | 18 de septiembre | 12:00     |           |           |           |           |           |           |
| Grupo C                      |           |                               |                                           |                  |           |           |           |           |           |           |           |
| Local                        | Resultado | Visitante                     | Estadio                                   | Fecha            | Hora      |           |           |           |           |           |           |
| Lobos Prepa                  | 2 - 1     | Valle Verde                   | Olímpico de la BUAP                       | 16 de septiembre | 10:00     |           |           |           |           |           |           |
| Deportivo Nuevo Chimalhuacán | 1 - 2     | Patriotas de Córdoba          | Tepalcates                                | 17 de septiembre | 16:00     |           |           |           |           |           |           |
| Cuautla                      | 1 - 1     | Yalmakan                      | Isidro Gil Tapia                          | 17 de septiembre | 16:00     |           |           |           |           |           |           |

| Jornada 7                                     | Jornada 7 | Jornada 7             | Jornada 7             | Jornada 7        | Jornada 7 | Jornada 7 | Jornada 7 | Jornada 7 | Jornada 7 | Jornada 7 | Jornada 7 |
| Grupo A                                       | Grupo A   | Grupo A               | Grupo A               | Grupo A          | Grupo A   | Grupo A   | Grupo A   | Grupo A   | Grupo A   | Grupo A   | Grupo A   |
| Local                                         | Resultado | Visitante             | Estadio               | Fecha            | Hora      |           |           |           |           |           |           |
| --------------------------------------------- | --------- | --------------------- | --------------------- | ---------------- | --------- | --------- | --------- | --------- | --------- | --------- | --------- |
| Archivo:Correcaminos UAT.png Correcaminos "B" | 6 - 0     | Deportivo San Juan    | Eugenio Alvizo Porras | 24 de septiembre | 10:00     |           |           |           |           |           |           |
| Dorados "B"                                   | 3 - 2     | Calor de San Pedro    | Banorte               | 24 de septiembre | 10:00     |           |           |           |           |           |           |
| Atlético Lagunero                             | 1 - 2     | Sahuayo FC            | Deportiva Raul Onofre | 24 de septiembre | 16:00     |           |           |           |           |           |           |
| Grupo B                                       |           |                       |                       |                  |           |           |           |           |           |           |           |
| Local                                         | Resultado | Visitante             | Estadio               | Fecha            | Hora      |           |           |           |           |           |           |
| Vikingos                                      | 1 - 4     | Deportivo Gladiadores | Arreola               | 23 de septiembre | 11:00     |           |           |           |           |           |           |
| Garzas UAEH                                   | 1 - 1     | FC Satélites          | Revolución Mexicana   | 23 de septiembre | 12:00     |           |           |           |           |           |           |
| Celaya "B"                                    | 1 - 1     | Cuatetes de Acapulco  | Miguel Alemán Valdés  | 25 de septiembre | 12:00     |           |           |           |           |           |           |
| Grupo C                                       |           |                       |                       |                  |           |           |           |           |           |           |           |
| Local                                         | Resultado | Visitante             | Estadio               | Fecha            | Hora      |           |           |           |           |           |           |
| Lobos Prepa                                   | 3 - 0     | Coyotes "B"           | Olímpico de la BUAP   | 23 de septiembre | 10:00     |           |           |           |           |           |           |
| Deportivo Nuevo Chimalhuacán                  | 2 - 2     | Cuautla               | Tepalcates            | 24 de septiembre | 16:00     |           |           |           |           |           |           |
| Yalmakan                                      | 3 - 1     | Patriotas de Córdoba  | Pescadores            | 25 de septiembre | 16:00     |           |           |           |           |           |           |

| Jornada 8              | Jornada 8 | Jornada 8                                     | Jornada 8                                 | Jornada 8        | Jornada 8 | Jornada 8 | Jornada 8 | Jornada 8 | Jornada 8 | Jornada 8 | Jornada 8 |
| Grupo A                | Grupo A   | Grupo A                                       | Grupo A                                   | Grupo A          | Grupo A   | Grupo A   | Grupo A   | Grupo A   | Grupo A   | Grupo A   | Grupo A   |
| Local                  | Resultado | Visitante                                     | Estadio                                   | Fecha            | Hora      |           |           |           |           |           |           |
| ---------------------- | --------- | --------------------------------------------- | ----------------------------------------- | ---------------- | --------- | --------- | --------- | --------- | --------- | --------- | --------- |
| Dorados "B"            | 12 - 1    | Alacranes Rojos de Apatzingán                 | Banorte                                   | 1 de octubre     | 10:00     |           |           |           |           |           |           |
| Atlético Lagunero      | 1 - 2     | Archivo:Correcaminos UAT.png Correcaminos "B" | Deportiva Raul Onofre                     | 1 de octubre     | 16:00     |           |           |           |           |           |           |
| Sahuayo FC             | 2 - 1     | Deportivo San Juan                            | Unidad Deportiva Francisco García Vilchis | 1 de octubre     | 17:00     |           |           |           |           |           |           |
| Grupo B                |           |                                               |                                           |                  |           |           |           |           |           |           |           |
| Local                  | Resultado | Visitante                                     | Estadio                                   | Fecha            | Hora      |           |           |           |           |           |           |
| Garzas UAEH            | 0 - 3     | Celaya "B"                                    | Revolución Mexicana                       | 30 de septiembre | 12:00     |           |           |           |           |           |           |
| Cuatetes de Acapulco   | 1 - 0     | FC Satélites                                  | Primero de Mayo                           | 1 de octubre     | 16:00     |           |           |           |           |           |           |
| Colibríes de Malinalco | 4 - 1     | Vikingos                                      | La Loma                                   | 1 de octubre     | 16:00     |           |           |           |           |           |           |
| Grupo C                |           |                                               |                                           |                  |           |           |           |           |           |           |           |
| Local                  | Resultado | Visitante                                     | Estadio                                   | Fecha            | Hora      |           |           |           |           |           |           |
| Lobos Prepa            | 7 - 1     | Deportivo Nuevo Chimalhuacán                  | Olímpico de la BUAP                       | 30 de septiembre | 10:00     |           |           |           |           |           |           |
| Coyotes "B"            | 0 - 2     | Cuautla                                       | Unidad Deportiva Próspero Cahuantzi       | 30 de septiembre | 11:00     |           |           |           |           |           |           |
| Valle Verde            | 2 - 1     | Yalmakan                                      | Richard Ruiz                              | 1 de octubre     | 16:00     |           |           |           |           |           |           |

| Jornada 9                                     | Jornada 9 | Jornada 9              | Jornada 9                           | Jornada 9    | Jornada 9 | Jornada 9 | Jornada 9 | Jornada 9 | Jornada 9 | Jornada 9 | Jornada 9 |
| Grupo A                                       | Grupo A   | Grupo A                | Grupo A                             | Grupo A      | Grupo A   | Grupo A   | Grupo A   | Grupo A   | Grupo A   | Grupo A   | Grupo A   |
| Local                                         | Resultado | Visitante              | Estadio                             | Fecha        | Hora      |           |           |           |           |           |           |
| --------------------------------------------- | --------- | ---------------------- | ----------------------------------- | ------------ | --------- | --------- | --------- | --------- | --------- | --------- | --------- |
| Archivo:Correcaminos UAT.png Correcaminos "B" | 4 - 0     | Dorados "B"            | Universitario Eugenio Alvizo Porras | 8 de octubre | 10:00     |           |           |           |           |           |           |
| Deportivo San Juan                            | 0 - 1     | Calor de San Pedro     | San Andrés                          | 8 de octubre | 16:00     |           |           |           |           |           |           |
| Alacranes Rojos de Apatzingán                 | 2 - 4     | Sahuayo FC             | Venustiano Carranza                 | 9 de octubre | 16:00     |           |           |           |           |           |           |
| Grupo B                                       |           |                        |                                     |              |           |           |           |           |           |           |           |
| Local                                         | Resultado | Visitante              | Estadio                             | Fecha        | Hora      |           |           |           |           |           |           |
| Vikingos                                      | 0 - 2     | FC Satélites           | Arreola                             | 8 de octubre | 16:00     |           |           |           |           |           |           |
| Celaya "B"                                    | 2 - 2     | Colibríes de Malinalco | Miguel Alemán Valdés                | 9 de octubre | 12:00     |           |           |           |           |           |           |
| Deportivo Gladiadores                         | 1 - 0     | Garzas UAEH            | Los Pinos                           | 9 de octubre | 12:00     |           |           |           |           |           |           |
| Grupo C                                       |           |                        |                                     |              |           |           |           |           |           |           |           |
| Local                                         | Resultado | Visitante              | Estadio                             | Fecha        | Hora      |           |           |           |           |           |           |
| Deportivo Nuevo Chimalhuacán                  | 0 - 2     | Valle Verde            | Tepalcates                          | 8 de octubre | 16:00     |           |           |           |           |           |           |
| Patriotas de Córdoba                          | 1 - 1     | Lobos Prepa            | Universidad Cristóbal Colón         | 8 de octubre | 16:00     |           |           |           |           |           |           |
| Yalmakan                                      | 3 - 0     | Coyotes "B"            | Pescadores                          | 9 de octubre | 16:00     |           |           |           |           |           |           |

| Jornada 10             | Jornada 10 | Jornada 10                                    | Jornada 10                                | Jornada 10    | Jornada 10 | Jornada 10 | Jornada 10 | Jornada 10 | Jornada 10 | Jornada 10 | Jornada 10 |
| Grupo A                | Grupo A    | Grupo A                                       | Grupo A                                   | Grupo A       | Grupo A    | Grupo A    | Grupo A    | Grupo A    | Grupo A    | Grupo A    | Grupo A    |
| Local                  | Resultado  | Visitante                                     | Estadio                                   | Fecha         | Hora       |            |            |            |            |            |            |
| ---------------------- | ---------- | --------------------------------------------- | ----------------------------------------- | ------------- | ---------- | ---------- | ---------- | ---------- | ---------- | ---------- | ---------- |
| Atlético Lagunero      | 4 - 1      | Deportivo San Juan                            | Deportiva Raul Onofre                     | 15 de octubre | 16:00      |            |            |            |            |            |            |
| Calor de San Pedro     | 5 - 0      | Alacranes Rojos de Apatzingán                 | Unidad Deportiva Gómez Palacio            | 15 de octubre | 16:00      |            |            |            |            |            |            |
| Sahuayo FC             | 1 - 1      | Archivo:Correcaminos UAT.png Correcaminos "B" | Unidad Deportiva Francisco García Vilchis | 15 de octubre | 17:00      |            |            |            |            |            |            |
| Grupo B                |            |                                               |                                           |               |            |            |            |            |            |            |            |
| Local                  | Resultado  | Visitante                                     | Estadio                                   | Fecha         | Hora       |            |            |            |            |            |            |
| Garzas UAEH            | 1 - 2      | Cuatetes de Acapulco                          | Revolución Mexicana                       | 14 de octubre | 12:00      |            |            |            |            |            |            |
| Colibríes de Malinalco | 2 - 0      | Deportivo Gladiadores                         | La Loma                                   | 15 de octubre | 16:00      |            |            |            |            |            |            |
| FC Satélites           | 0 - 1      | Celaya "B"                                    | Primero de Mayo                           | 15 de octubre | 16:00      |            |            |            |            |            |            |
| Grupo C                |            |                                               |                                           |               |            |            |            |            |            |            |            |
| Local                  | Resultado  | Visitante                                     | Estadio                                   | Fecha         | Hora       |            |            |            |            |            |            |
| Lobos Prepa            | 1 - 1      | Cuautla                                       | Olímpico de la BUAP                       | 14 de octubre | 10:00      |            |            |            |            |            |            |
| Coyotes "B"            | 2 - 0      | Deportivo Nuevo Chimalhuacán                  | Unidad Deportiva Próspero Cahuantzi       | 14 de octubre | 17:00      |            |            |            |            |            |            |
| Valle Verde            | 1 - 0      | Patriotas de Córdoba                          | Richard Ruiz                              | 15 de octubre | 16:00      |            |            |            |            |            |            |

| Jornada 11                                    | Jornada 11 | Jornada 11             | Jornada 11                          | Jornada 11    | Jornada 11 | Jornada 11 | Jornada 11 | Jornada 11 | Jornada 11 | Jornada 11 | Jornada 11 |
| Grupo A                                       | Grupo A    | Grupo A                | Grupo A                             | Grupo A       | Grupo A    | Grupo A    | Grupo A    | Grupo A    | Grupo A    | Grupo A    | Grupo A    |
| Local                                         | Resultado  | Visitante              | Estadio                             | Fecha         | Hora       |            |            |            |            |            |            |
| --------------------------------------------- | ---------- | ---------------------- | ----------------------------------- | ------------- | ---------- | ---------- | ---------- | ---------- | ---------- | ---------- | ---------- |
| Archivo:Correcaminos UAT.png Correcaminos "B" | 3 - 2      | Calor de San Pedro     | Universitario Eugenio Alvizo Porras | 22 de octubre | 10:00      |            |            |            |            |            |            |
| Deportivo San Juan                            | 2 - 3      | Dorados "B"            | San Andrés                          | 22 de octubre | 16:00      |            |            |            |            |            |            |
| Alacranes Rojos de Apatzingán                 | 0 - 5      | Atlético Lagunero      | Venustiano Carranza                 | 23 de octubre | 16:00      |            |            |            |            |            |            |
| Grupo B                                       |            |                        |                                     |               |            |            |            |            |            |            |            |
| Local                                         | Resultado  | Visitante              | Estadio                             | Fecha         | Hora       |            |            |            |            |            |            |
| Cuatetes de Acapulco                          | 2 - 3      | Colibríes de Malinalco | Polideportivo CICI                  | 21 de octubre | 20:00      |            |            |            |            |            |            |
| Vikingos                                      | 0 - 4      | Garzas UAEH            | Arreola                             | 22 de octubre | 16:00      |            |            |            |            |            |            |
| Deportivo Gladiadores                         | 1 - 2      | FC Satélites           | Los Pinos                           | 23 de octubre | 12:00      |            |            |            |            |            |            |
| Grupo C                                       |            |                        |                                     |               |            |            |            |            |            |            |            |
| Local                                         | Resultado  | Visitante              | Estadio                             | Fecha         | Hora       |            |            |            |            |            |            |
| Cuautla                                       | 2 - 1      | Valle Verde            | Isidro Gil Tapia                    | 22 de octubre | 16:00      |            |            |            |            |            |            |
| Patriotas de Córdoba                          | 0 - 2      | Coyotes "B"            | Universidad Cristóbal Colón         | 22 de octubre | 16:00      |            |            |            |            |            |            |
| Yalmakan                                      | 1 - 1      | Lobos Prepa            | Pescadores                          | 23 de octubre | 16:00      |            |            |            |            |            |            |

| Jornada 12                                    | Jornada 12 | Jornada 12                    | Jornada 12                                | Jornada 12    | Jornada 12 | Jornada 12 | Jornada 12 | Jornada 12 | Jornada 12 | Jornada 12 | Jornada 12 |
| Grupo A                                       | Grupo A    | Grupo A                       | Grupo A                                   | Grupo A       | Grupo A    | Grupo A    | Grupo A    | Grupo A    | Grupo A    | Grupo A    | Grupo A    |
| Local                                         | Resultado  | Visitante                     | Estadio                                   | Fecha         | Hora       |            |            |            |            |            |            |
| --------------------------------------------- | ---------- | ----------------------------- | ----------------------------------------- | ------------- | ---------- | ---------- | ---------- | ---------- | ---------- | ---------- | ---------- |
| Archivo:Correcaminos UAT.png Correcaminos "B" | 10 - 0     | Alacranes Rojos de Apatzingán | Universitario Eugenio Alvizo Porras       | 29 de octubre | 10:00      |            |            |            |            |            |            |
| Atlético Lagunero                             | 3 - 1      | Calor de San Pedro            | Deportiva Raul Onofre                     | 29 de octubre | 16:00      |            |            |            |            |            |            |
| Sahuayo FC                                    | 1 - 0      | Dorados "B"                   | Unidad Deportiva Francisco García Vilchis | 29 de octubre | 17:00      |            |            |            |            |            |            |
| Grupo B                                       |            |                               |                                           |               |            |            |            |            |            |            |            |
| Local                                         | Resultado  | Visitante                     | Estadio                                   | Fecha         | Hora       |            |            |            |            |            |            |
| Cuatetes de Acapulco                          | 1 - 1      | Deportivo Gladiadores         | Polideportivo CICI                        | 29 de octubre | 12:00      |            |            |            |            |            |            |
| FC Satélites                                  | 2 - 1      | Colibríes de Malinalco        | Primero de Mayo                           | 29 de octubre | 16:00      |            |            |            |            |            |            |
| Celaya "B"                                    | 4 - 0      | Vikingos                      | Miguel Alemán Valdés                      | 30 de octubre | 12:00      |            |            |            |            |            |            |
| Grupo C                                       |            |                               |                                           |               |            |            |            |            |            |            |            |
| Local                                         | Resultado  | Visitante                     | Estadio                                   | Fecha         | Hora       |            |            |            |            |            |            |
| Coyotes "B"                                   | 1 - 2      | Valle Verde                   | Unidad Deportiva Próspero Cahuantzi       | 28 de octubre | 17:00      |            |            |            |            |            |            |
| Cuautla                                       | 5 - 0      | Patriotas de Córdoba          | Isidro Gil Tapia                          | 29 de octubre | 16:00      |            |            |            |            |            |            |
| Deportivo Nuevo Chimalhuacán                  | 1 - 0      | Yalmakan                      | Tepalcates                                | 29 de octubre | 16:00      |            |            |            |            |            |            |

| Jornada 13                    | Jornada 13 | Jornada 13                   | Jornada 13                     | Jornada 13     | Jornada 13 | Jornada 13 | Jornada 13 | Jornada 13 | Jornada 13 | Jornada 13 | Jornada 13 |
| Grupo A                       | Grupo A    | Grupo A                      | Grupo A                        | Grupo A        | Grupo A    | Grupo A    | Grupo A    | Grupo A    | Grupo A    | Grupo A    | Grupo A    |
| Local                         | Resultado  | Visitante                    | Estadio                        | Fecha          | Hora       |            |            |            |            |            |            |
| ----------------------------- | ---------- | ---------------------------- | ------------------------------ | -------------- | ---------- | ---------- | ---------- | ---------- | ---------- | ---------- | ---------- |
| Dorados "B"                   | 1 - 0      | Atlético Lagunero            | Banorte                        | 5 de noviembre | 10:00      |            |            |            |            |            |            |
| Calor de San Pedro            | 2 - 1      | Sahuayo FC                   | Unidad Deportiva Gómez Palacio | 5 de noviembre | 16:00      |            |            |            |            |            |            |
| Alacranes Rojos de Apatzingán | 1 - 3      | Deportivo San Juan           | Venustiano Carranza            | 6 de noviembre | 16:00      |            |            |            |            |            |            |
| Grupo B                       |            |                              |                                |                |            |            |            |            |            |            |            |
| Local                         | Resultado  | Visitante                    | Estadio                        | Fecha          | Hora       |            |            |            |            |            |            |
| Vikingos                      | 0 - 4      | Cuatetes de Acapulco         | Arreola                        | 5 de noviembre | 16:00      |            |            |            |            |            |            |
| Colibríes de Malinalco        | 2 - 2      | Garzas UAEH                  | La Loma                        | 5 de noviembre | 16:00      |            |            |            |            |            |            |
| Deportivo Gladiadores         | 1 - 1      | Celaya "B"                   | Los Pinos                      | 6 de noviembre | 12:00      |            |            |            |            |            |            |
| Grupo C                       |            |                              |                                |                |            |            |            |            |            |            |            |
| Local                         | Resultado  | Visitante                    | Estadio                        | Fecha          | Hora       |            |            |            |            |            |            |
| Patriotas de Córdoba          | 2 - 1      | Deportivo Nuevo Chimalhuacán | Universidad Cristóbal Colón    | 5 de noviembre | 16:00      |            |            |            |            |            |            |
| Valle Verde                   | 3 - 3      | Lobos Prepa                  | Richard Ruiz                   | 5 de noviembre | 16:00      |            |            |            |            |            |            |
| Yalmakan                      | 1 - 1      | Cuautla                      | Pescadores                     | 6 de noviembre | 16:00      |            |            |            |            |            |            |

| Jornada 14            | Jornada 14 | Jornada 14                                    | Jornada 14                                | Jornada 14      | Jornada 14 | Jornada 14 | Jornada 14 | Jornada 14 | Jornada 14 | Jornada 14 | Jornada 14 |
| Grupo A               | Grupo A    | Grupo A                                       | Grupo A                                   | Grupo A         | Grupo A    | Grupo A    | Grupo A    | Grupo A    | Grupo A    | Grupo A    | Grupo A    |
| Local                 | Resultado  | Visitante                                     | Estadio                                   | Fecha           | Hora       |            |            |            |            |            |            |
| --------------------- | ---------- | --------------------------------------------- | ----------------------------------------- | --------------- | ---------- | ---------- | ---------- | ---------- | ---------- | ---------- | ---------- |
| Calor de San Pedro    | 2 - 0      | Dorados "B"                                   | Unidad Deportiva Gómez Palacio            | 12 de noviembre | 15:00      |            |            |            |            |            |            |
| Deportivo San Juan    | 2 - 3      | Archivo:Correcaminos UAT.png Correcaminos "B" | San Andrés                                | 12 de noviembre | 15:30      |            |            |            |            |            |            |
| Sahuayo FC            | 3 - 0      | Atlético Lagunero                             | Unidad Deportiva Francisco García Vilchis | 12 de noviembre | 17:00      |            |            |            |            |            |            |
| Grupo B               |            |                                               |                                           |                 |            |            |            |            |            |            |            |
| Local                 | Resultado  | Visitante                                     | Estadio                                   | Fecha           | Hora       |            |            |            |            |            |            |
| Cuatetes de Acapulco  | 0 - 1      | Celaya "B"                                    | Polideportivo CICI                        | 12 de noviembre | 12:00      |            |            |            |            |            |            |
| FC Satélites          | 0 - 1      | Garzas UAEH                                   | Primero de Mayo                           | 13 de noviembre | 12:00      |            |            |            |            |            |            |
| Deportivo Gladiadores | 3 - 2      | Vikingos                                      | Los Pinos                                 | 13 de noviembre | 12:00      |            |            |            |            |            |            |
| Grupo C               |            |                                               |                                           |                 |            |            |            |            |            |            |            |
| Local                 | Resultado  | Visitante                                     | Estadio                                   | Fecha           | Hora       |            |            |            |            |            |            |
| Coyotes "B"           | 1 - 2      | Lobos Prepa                                   | Unidad Deportiva Próspero Cahuantzi       | 11 de noviembre | 17:00      |            |            |            |            |            |            |
| Patriotas de Córdoba  | 0 - 1      | Yalmakan                                      | Universidad Cristóbal Colón               | 12 de noviembre | 15:00      |            |            |            |            |            |            |
| Cuautla               | 2 - 0      | Deportivo Nuevo Chimalhuacán                  | Isidro Gil Tapia                          | 12 de noviembre | 16:00      |            |            |            |            |            |            |

## Estadísticas

### Grupo 1
| Pos. | Equipo                        | Pts. | PJ | G | E | P  | GF | GC | Dif. | Clasificación       |
| ---- | ----------------------------- | ---- | -- | - | - | -- | -- | -- | ---- | ------------------- |
| 1    | Correcaminos "B"              | 27   | 12 | 8 | 2 | 2  | 41 | 12 | +29  | Liguilla de ascenso |
| 2    | Sahuayo F.C.                  | 27   | 12 | 8 | 1 | 3  | 26 | 14 | +12  | Liguilla de ascenso |
| 3    | Club Calor                    | 26   | 12 | 8 | 1 | 3  | 27 | 15 | +12  | Liguilla de ascenso |
| 4    | Dorados "B"                   | 24   | 12 | 8 | 0 | 4  | 22 | 14 | +8   |                     |
| 5    | Atlético Lagunero             | 14   | 12 | 4 | 1 | 7  | 18 | 21 | −3   |                     |
| 6    | Alacranes Rojos de Apatzingán | 7    | 12 | 2 | 0 | 10 | 14 | 60 | −46  |                     |
| 7    | Deportivo San Juan            | 5    | 12 | 1 | 1 | 10 | 12 | 34 | −22  |                     |

 Fuente: SoccerWay

### Grupo 2
| Pos. | Equipo                 | Pts. | PJ | G | E | P  | GF | GC | Dif. | Clasificación       |
| ---- | ---------------------- | ---- | -- | - | - | -- | -- | -- | ---- | ------------------- |
| 1    | Celaya "B"             | 29   | 12 | 8 | 3 | 1  | 26 | 10 | +16  | Liguilla de ascenso |
| 2    | Colibríes de Malinalco | 26   | 12 | 7 | 2 | 3  | 26 | 16 | +10  | Liguilla de ascenso |
| 3    | Deportivo Gladiadores  | 22   | 12 | 6 | 3 | 3  | 18 | 15 | +3   | Liguilla de ascenso |
| 4    | Cuatetes de Acapulco   | 18   | 12 | 5 | 2 | 5  | 23 | 18 | +5   |                     |
| 5    | F.C. Satélites         | 17   | 12 | 5 | 1 | 6  | 21 | 18 | +3   |                     |
| 6    | Garzas UAEH            | 16   | 12 | 4 | 3 | 5  | 18 | 16 | +2   |                     |
| 7    | Vikingos de Chalco     | 0    | 12 | 0 | 0 | 12 | 5  | 44 | −39  |                     |

 Fuente: SoccerWay

### Grupo 3
| Pos. | Equipo                       | Pts. | PJ | G | E | P | GF | GC | Dif. | Clasificación       |
| ---- | ---------------------------- | ---- | -- | - | - | - | -- | -- | ---- | ------------------- |
| 1    | Lobos Prepa                  | 24   | 12 | 6 | 5 | 1 | 28 | 14 | +14  | Liguilla de ascenso |
| 2    | Valle Verde                  | 24   | 12 | 7 | 1 | 4 | 21 | 19 | +2   | Liguilla de ascenso |
| 3    | Cuautla                      | 20   | 12 | 4 | 6 | 2 | 21 | 13 | +8   |                     |
| 4    | Yalmakan                     | 20   | 12 | 5 | 4 | 3 | 20 | 12 | +8   |                     |
| 5    | Patriotas de Córdoba         | 19   | 12 | 6 | 1 | 5 | 14 | 17 | −3   |                     |
| 6    | Coyotes "B"                  | 11   | 12 | 3 | 1 | 8 | 9  | 20 | −11  |                     |
| 7    | Deportivo Nuevo Chimalhuacán | 5    | 12 | 1 | 2 | 9 | 6  | 24 | −18  |                     |

 Fuente: SoccerWay

### Tabla general
| Pos. | Equipo                        | Pts. | PJ | G | E | P  | GF | GC | Dif. | Clasificación       |
| ---- | ----------------------------- | ---- | -- | - | - | -- | -- | -- | ---- | ------------------- |
| 1    | Celaya "B"                    | 29   | 12 | 8 | 3 | 1  | 26 | 10 | +16  | Liguilla de ascenso |
| 2    | Correcaminos "B"              | 27   | 12 | 8 | 2 | 2  | 41 | 12 | +29  | Liguilla de ascenso |
| 3    | Sahuayo F.C.                  | 27   | 12 | 8 | 1 | 3  | 26 | 14 | +12  | Liguilla de ascenso |
| 4    | Club Calor                    | 26   | 12 | 8 | 1 | 3  | 27 | 15 | +12  | Liguilla de ascenso |
| 5    | Colibríes de Malinalco        | 26   | 12 | 7 | 2 | 3  | 26 | 16 | +10  | Liguilla de ascenso |
| 6    | Dorados "B"                   | 25   | 12 | 8 | 0 | 4  | 22 | 14 | +8   |                     |
| 7    | Lobos Prepa                   | 24   | 12 | 6 | 5 | 1  | 28 | 14 | +14  | Liguilla de ascenso |
| 8    | Valle Verde                   | 24   | 12 | 7 | 1 | 4  | 21 | 19 | +2   | Liguilla de ascenso |
| 9    | Deportivo Gladiadores         | 22   | 12 | 6 | 3 | 3  | 18 | 15 | +3   | Liguilla de ascenso |
| 10   | Cuautla                       | 20   | 12 | 4 | 6 | 2  | 21 | 13 | +8   |                     |
| 11   | Yalmakan                      | 20   | 12 | 5 | 4 | 3  | 20 | 12 | +8   |                     |
| 12   | Patriotas de Córdoba          | 19   | 12 | 6 | 1 | 5  | 14 | 17 | −3   |                     |
| 13   | Cuatetes de Acapulco          | 18   | 12 | 5 | 2 | 5  | 23 | 18 | +5   |                     |
| 14   | F.C. Satélites                | 17   | 12 | 5 | 1 | 6  | 21 | 18 | +3   |                     |
| 15   | Garzas UAEH                   | 16   | 12 | 4 | 3 | 5  | 18 | 16 | +2   |                     |
| 16   | Atlético Lagunero             | 14   | 12 | 4 | 1 | 7  | 18 | 21 | −3   |                     |
| 17   | Coyotes "B"                   | 11   | 12 | 3 | 1 | 8  | 9  | 20 | −11  |                     |
| 18   | Alacranes Rojos de Apatzingán | 7    | 12 | 2 | 0 | 10 | 14 | 60 | −46  |                     |
| 19   | Deportivo Nuevo Chimalhuacán  | 5    | 12 | 1 | 2 | 9  | 6  | 24 | −18  |                     |
| 20   | Deportivo San Juan            | 5    | 12 | 1 | 1 | 10 | 12 | 34 | −22  |                     |
| 21   | Vikingos de Chalco            | 0    | 12 | 0 | 0 | 12 | 5  | 44 | −39  |                     |

 Fuente: SoccerWay

## Liguilla
|  | Cuartos de final                                         | Cuartos de final                                         | Cuartos de final                                         |   |                    | Semifinales                                    | Semifinales                                    | Semifinales                                    |  |  | Final                                        | Final                                        | Final                                        |
|  | 16 y 17 de noviembre (ida) 19 y 20 de noviembre (vuelta) | 16 y 17 de noviembre (ida) 19 y 20 de noviembre (vuelta) | 16 y 17 de noviembre (ida) 19 y 20 de noviembre (vuelta) |   |                    | 24 de noviembre (ida) 27 de diciembre (vuelta) | 24 de noviembre (ida) 27 de diciembre (vuelta) | 24 de noviembre (ida) 27 de diciembre (vuelta) |  |  | 1 de diciembre (ida) 4 de diciembre (vuelta) | 1 de diciembre (ida) 4 de diciembre (vuelta) | 1 de diciembre (ida) 4 de diciembre (vuelta) |
|  |                                                          |                                                          |                                                          |   |                    |                                                |                                                |                                                |  |  |                                              |                                              |                                              |
|  | Sahuayo                                                  | 1                                                        | 2                                                        |   |                    |                                                |                                                |                                                |  |  |                                              |                                              |                                              |
|  | Lobos Prepa                                              | 1                                                        | 2                                                        |   |                    |                                                |                                                |                                                |  |  |                                              |                                              |                                              |
|  | Lobos Prepa                                              | 1                                                        | 2                                                        |   | Celaya "B"         | 1                                              | 2                                              |                                                |  |  |                                              |                                              |                                              |
|  |                                                          |                                                          |                                                          |   | Celaya "B"         | 1                                              | 2                                              |                                                |  |  |                                              |                                              |                                              |
|  |                                                          | Lobos Prepa                                              | 1                                                        | 2 |                    |                                                |                                                |                                                |  |  |                                              |                                              |                                              |
|  | Celaya "B"                                               | Lobos Prepa                                              | 1                                                        | 2 | 1                  | 2                                              |                                                |                                                |  |  |                                              |                                              |                                              |
|  | Celaya "B"                                               |                                                          |                                                          |   | 1                  | 2                                              |                                                |                                                |  |  |                                              |                                              |                                              |
|  | Deportivo Gladiadores                                    | 2                                                        | 0                                                        |   |                    |                                                |                                                |                                                |  |  |                                              |                                              |                                              |
|  |                                                          |                                                          |                                                          |   |                    |                                                |                                                |                                                |  |  | U.A. de Tamaulipas                           | 1                                            | 2(4)                                         |
|  |                                                          |                                                          | Lobos Prepa                                              | 1 | 2(3)               |                                                |                                                |                                                |  |  |                                              |                                              |                                              |
|  | U.A. de Tamaulipas                                       | 2                                                        | 2                                                        |   |                    |                                                |                                                |                                                |  |  |                                              |                                              |                                              |
|  | Valle Verde                                              | 1                                                        | 0                                                        |   |                    |                                                |                                                |                                                |  |  |                                              |                                              |                                              |
|  | Valle Verde                                              | 1                                                        | 0                                                        |   | U.A. de Tamaulipas | 1                                              | 5                                              |                                                |  |  |                                              |                                              |                                              |
|  |                                                          |                                                          |                                                          |   | U.A. de Tamaulipas | 1                                              | 5                                              |                                                |  |  |                                              |                                              |                                              |
|  |                                                          | Colibríes                                                | 3                                                        | 1 |                    |                                                |                                                |                                                |  |  |                                              |                                              |                                              |
|  | Calor                                                    | Colibríes                                                | 3                                                        | 1 | 3                  | 1                                              |                                                |                                                |  |  |                                              |                                              |                                              |
|  | Calor                                                    |                                                          |                                                          |   | 3                  | 1                                              |                                                |                                                |  |  |                                              |                                              |                                              |
|  | Colibríes                                                | 3                                                        | 2                                                        |   |                    |                                                |                                                |                                                |  |  |                                              |                                              |                                              |

- Campeón clasifica a la Final de Ascenso

### Cuartos de final
| 16 de noviembre, 10:00 | Lobos Prepa    | 1:1     | Sahuayo         | Estadio Universitario BUAP, Puebla, Puebla                       |                                                                  |
|                        | E. Zamudio 46' | Reporte | J. Mosqueda 15' | Asistencia: 200 espectadores Árbitro(s): Luis Daniel Chávez León | Asistencia: 200 espectadores Árbitro(s): Luis Daniel Chávez León |

| 19 de noviembre, 16:00                                                                            | Sahuayo                      | 2:2     | Lobos Prepa                   | Unidad Deportiva Municipal, Sahuayo, Michoacán |                                |
|                                                                                                   | D. López 32' · A. Chávez 92' | Reporte | R. Bastida 7' · V. García 78' | Asistencia: 1 500 espectadores                 | Asistencia: 1 500 espectadores |
| Pese a empatar 3-3 en el marcador global, Lobos Prepa avanza a semifinales por goles de visitante |                              |         |                               |                                                |                                |

| 17 de noviembre, 16:00 | Deportivo Gladiadores | 2:1     | Celaya "B"    | Estadio Los Pinos, Cuautitlán, Estado de México |                              |
|                        | L. Ramírez 3', 88'    | Reporte | J. García 56' | Asistencia: 300 espectadores                    | Asistencia: 300 espectadores |

| 20 de noviembre, 12:00                                      | Celaya "B"                        | 2:0     | Deportivo Gladiadores | Estadio Miguel Alemán Valdés, Celaya, Guanajuato |                              |
|                                                             | E. Hernández 46' · A. Rosales 88' | Reporte |                       | Asistencia: 100 espectadores                     | Asistencia: 100 espectadores |
| Con marcador global de 3-2, Celaya "B" avanza a semifinales |                                   |         |                       |                                                  |                              |

| 17 de noviembre, 15:00 | Valle Verde                    | 2:1     | U.A. de Tamaulipas | Estadio Richard Ruiz, Jiquipilas, Chiapas |                                |
|                        | E. Villafaña 22' · D. Ruíz 82' | Reporte | L. Paz 58'         | Asistencia: 2 500 espectadores            | Asistencia: 2 500 espectadores |

| 20 de noviembre, 18:00                                              | U.A. de Tamaulipas            | 2:0     | Valle Verde | Estadio Marte R. Gómez, Ciudad Victoria, Tamaulipas |                              |
|                                                                     | L. Paz 19' · I. Hernández 39' | Reporte |             | Asistencia: 500 espectadores                        | Asistencia: 500 espectadores |
| Con marcador global de 3-2, U.A. de Tamaulipas avanza a semifinales |                               |         |             |                                                     |                              |

| 16 de noviembre, 15:00 | Colibríes                                    | 3:3     | Calor                                          | Estadio La Loma, Malinalco, Estado de México |                              |
|                        | E. López 18' · N. Lara 29' · E. Quintana 63' | Reporte | O. Salazar 3' · O. Silva 46' · J. Espinoza 89' | Asistencia: 150 espectadores                 | Asistencia: 150 espectadores |

| 19 de noviembre, 15:00                                     | Calor          | 1:2     | Colibríes                     | Unidad Deportiva Gómez Palacio, Gómez Palacio, Durango |                              |
|                                                            | O. Salazar 78' | Reporte | A. Muro 29' · E. Quintana 51' | Asistencia: 100 espectadores                           | Asistencia: 100 espectadores |
| Con marcador global de 5-4, Colibríes avanza a semifinales |                |         |                               |                                                        |                              |

### Semifinales
| 24 de noviembre, 10:00 | Lobos Prepa          | 1:1     | Celaya "B"     | Estadio Universitario BUAP, Puebla, Puebla |                              |
|                        | G. Madrid 56' (a.g.) | Reporte | O. González 3' | Asistencia: 800 espectadores               | Asistencia: 800 espectadores |

| 27 de noviembre, 12:00                                                                         | Celaya "B"                       | 2:2     | Lobos Prepa                   | Estadio Miguel Alemán Valdés, Celaya, Guanajuato |                              |
|                                                                                                | O. González 36' · C. Vázquez 75' | Reporte | A. Fierro 2' · J. Álvarez 47' | Asistencia: 500 espectadores                     | Asistencia: 500 espectadores |
| Pese a empatar 3-3 en el marcador global, Lobos Prepa avanza a la final por goles de visitante |                                  |         |                               |                                                  |                              |

| 24 de noviembre, 15:00 | Colibríes                                       | 3:1     | U.A. de Tamaulipas | Estadio La Loma, Malinalco, Estado de México |                              |
|                        | E. Quintana 9' · A. Muro 55' · P. Velázquez 64' | Reporte | M. Tinajero 22'    | Asistencia: 500 espectadores                 | Asistencia: 500 espectadores |

| 27 de noviembre, 18:00                                           | U.A. de Tamaulipas                                      | 5:1     | Colibríes   | Estadio Marte R. Gómez, Ciudad Victoria, Tamaulipas |                                |
|                                                                  | A. Arce 41', 54' · M. Tinajero 42', 66' · E. Juárez 72' | Reporte | A. Muro 84' | Asistencia: 4 000 espectadores                      | Asistencia: 4 000 espectadores |
| Con marcador global de 6-4, U.A. de Tamaulipas avanza a la final |                                                         |         |             |                                                     |                                |

### Final
| 1 de diciembre, 18:00 | Lobos Prepa    | 1:1     | U.A. de Tamaulipas | Estadio Universitario BUAP, Puebla, Puebla |                                |
|                       | J. Álvarez 45' | Reporte | I. Hernández 90'   | Asistencia: 1 000 espectadores             | Asistencia: 1 000 espectadores |

| 4 de diciembre, 18:00 | U.A. de Tamaulipas          | 2:2 (4:3 p.) | Lobos Prepa                      | Estadio Marte R. Gómez, Ciudad Victoria, Tamaulipas |                                |
| | A. Rincón 77' · A. Arce 90' | Reporte      | J. Álvarez 57' · L. Esquerro 90' | Asistencia: 2 600 espectadores                      | Asistencia: 2 600 espectadores |
| Tras empatar 3-3 en el marcador global, U.A. de Tamaulipas es campeón del Torneo Apertura 2016 luego de ganar 4-3 en tanda de penales |                             |              |                                  |                                                     |                                |

| Campeón Apertura 2016 |
| --------------------- |
|                       |
| U.A. de Tamaulipas    |
| 3° Título             |

#### Final - Ida
| 100   | POR   | Manuel Zamora           |     |
| 122   | DEF   | Juan Carlos Irene       |     |
| 126   | DEF   | Víctor García del Ángel |     |
| 214   | DEF   | Luis Daniel Esquerro    |     |
| 81    | MED   | Ángel de Jesús Fierro   |     |
| 124   | MED   | Gustavo Carmona de Ita  |     |
| 191   | MED   | Josafat Castillo        |     |
| 217   | MED   | Kevin Lozano            | 81' |
| 85    | DEL   | Jesús Álvarez           |     |
| 87    | DEL   | Jonathan Sánchez        |     |
| 117   | DEL   | Luis Mouret             |     |
| D. T. | D. T. | Pablo Robles            |     |

| 86    | POR   | Héctor Lomelí de Anda |     |
| 90    | DEF   | Cristhian Vera        |     |
| 99    | DEF   | Adán Núñez            |     |
| 186   | DEF   | Armando Benítez       |     |
| 83    | MED   | Andrés Rincón         |     |
| 84    | MED   | Leonardo Franco       |     |
| 88    | MED   | Orlando Jiménez       |     |
| 110   | MED   | Mario Tinajero        | 78' |
| 82    | DEL   | Armando Arce          | 87' |
| 95    | DEL   | Luis Paz              | 68' |
| 100   | DEL   | Isaias Hernández      |     |
| D. T. | D. T. | Jorge Alberto Urbina  |     |

| 205 | Delantero | Daniel Bárcena | 81' |

| 88  | Centrocampista | Ángel Jaime      | 68' |
| 94  | Delantero      | Eduardo Juárez   | 78' |
| 188 | Defensa        | Israel Hernández | 87' |

| 45' | Jesús Álvarez | 1:0 |

| 90' | Israel Hernández | 1:1 |

| 86' | Jonathan Sánchez |

| 86' | Andrés Rincón |

| Principal  | Edgar Espadas         |
| Asistentes | Mario Alberto Ramírez |
|            | Daniel Martínez       |
| Cuarto     | Luis Gerardo García   |

|                    |   | [[Archivo:\|border\|30px]] |
| Tiros              | - | -                          |
| Tiros a puerta     | - | -                          |
| Faltas             | - | -                          |
| Saques de esquina  | - | -                          |
| Penaltis           | - | -                          |
| Fueras de juego    | - | -                          |
| Posesión del balón | % | %                          |

|  |

| 100   | POR   | Manuel Zamora           |     |
| 122   | DEF   | Juan Carlos Irene       |     |
| 126   | DEF   | Víctor García del Ángel |     |
| 214   | DEF   | Luis Daniel Esquerro    |     |
| 81    | MED   | Ángel de Jesús Fierro   |     |
| 124   | MED   | Gustavo Carmona de Ita  |     |
| 191   | MED   | Josafat Castillo        |     |
| 217   | MED   | Kevin Lozano            | 81' |
| 85    | DEL   | Jesús Álvarez           |     |
| 87    | DEL   | Jonathan Sánchez        |     |
| 117   | DEL   | Luis Mouret             |     |
| D. T. | D. T. | Pablo Robles            |     |

| 86    | POR   | Héctor Lomelí de Anda |     |
| 90    | DEF   | Cristhian Vera        |     |
| 99    | DEF   | Adán Núñez            |     |
| 186   | DEF   | Armando Benítez       |     |
| 83    | MED   | Andrés Rincón         |     |
| 84    | MED   | Leonardo Franco       |     |
| 88    | MED   | Orlando Jiménez       |     |
| 110   | MED   | Mario Tinajero        | 78' |
| 82    | DEL   | Armando Arce          | 87' |
| 95    | DEL   | Luis Paz              | 68' |
| 100   | DEL   | Isaias Hernández      |     |
| D. T. | D. T. | Jorge Alberto Urbina  |     |

| 205 | Delantero | Daniel Bárcena | 81' |

| 88  | Centrocampista | Ángel Jaime      | 68' |
| 94  | Delantero      | Eduardo Juárez   | 78' |
| 188 | Defensa        | Israel Hernández | 87' |

| 45' | Jesús Álvarez | 1:0 |

| 90' | Israel Hernández | 1:1 |

| 86' | Jonathan Sánchez |

| 86' | Andrés Rincón |

| Principal  | Edgar Espadas         |
| Asistentes | Mario Alberto Ramírez |
|            | Daniel Martínez       |
| Cuarto     | Luis Gerardo García   |

|                    |   | [[Archivo:\|border\|30px]] |
| Tiros              | - | -                          |
| Tiros a puerta     | - | -                          |
| Faltas             | - | -                          |
| Saques de esquina  | - | -                          |
| Penaltis           | - | -                          |
| Fueras de juego    | - | -                          |
| Posesión del balón | % | %                          |

|  |

| 100   | POR   | Manuel Zamora           |     |
| 122   | DEF   | Juan Carlos Irene       |     |
| 126   | DEF   | Víctor García del Ángel |     |
| 214   | DEF   | Luis Daniel Esquerro    |     |
| 81    | MED   | Ángel de Jesús Fierro   |     |
| 124   | MED   | Gustavo Carmona de Ita  |     |
| 191   | MED   | Josafat Castillo        |     |
| 217   | MED   | Kevin Lozano            | 81' |
| 85    | DEL   | Jesús Álvarez           |     |
| 87    | DEL   | Jonathan Sánchez        |     |
| 117   | DEL   | Luis Mouret             |     |
| D. T. | D. T. | Pablo Robles            |     |

| 86    | POR   | Héctor Lomelí de Anda |     |
| 90    | DEF   | Cristhian Vera        |     |
| 99    | DEF   | Adán Núñez            |     |
| 186   | DEF   | Armando Benítez       |     |
| 83    | MED   | Andrés Rincón         |     |
| 84    | MED   | Leonardo Franco       |     |
| 88    | MED   | Orlando Jiménez       |     |
| 110   | MED   | Mario Tinajero        | 78' |
| 82    | DEL   | Armando Arce          | 87' |
| 95    | DEL   | Luis Paz              | 68' |
| 100   | DEL   | Isaias Hernández      |     |
| D. T. | D. T. | Jorge Alberto Urbina  |     |

| 205 | Delantero | Daniel Bárcena | 81' |

| 88  | Centrocampista | Ángel Jaime      | 68' |
| 94  | Delantero      | Eduardo Juárez   | 78' |
| 188 | Defensa        | Israel Hernández | 87' |

| 45' | Jesús Álvarez | 1:0 |

| 90' | Israel Hernández | 1:1 |

| 86' | Jonathan Sánchez |

| 86' | Andrés Rincón |

| Principal  | Edgar Espadas         |
| Asistentes | Mario Alberto Ramírez |
|            | Daniel Martínez       |
| Cuarto     | Luis Gerardo García   |

|                    |   | [[Archivo:\|border\|30px]] |
| Tiros              | - | -                          |
| Tiros a puerta     | - | -                          |
| Faltas             | - | -                          |
| Saques de esquina  | - | -                          |
| Penaltis           | - | -                          |
| Fueras de juego    | - | -                          |
| Posesión del balón | % | %                          |

|  |

| 100   | POR   | Manuel Zamora           |     |
| 122   | DEF   | Juan Carlos Irene       |     |
| 126   | DEF   | Víctor García del Ángel |     |
| 214   | DEF   | Luis Daniel Esquerro    |     |
| 81    | MED   | Ángel de Jesús Fierro   |     |
| 124   | MED   | Gustavo Carmona de Ita  |     |
| 191   | MED   | Josafat Castillo        |     |
| 217   | MED   | Kevin Lozano            | 81' |
| 85    | DEL   | Jesús Álvarez           |     |
| 87    | DEL   | Jonathan Sánchez        |     |
| 117   | DEL   | Luis Mouret             |     |
| D. T. | D. T. | Pablo Robles            |     |

| 86    | POR   | Héctor Lomelí de Anda |     |
| 90    | DEF   | Cristhian Vera        |     |
| 99    | DEF   | Adán Núñez            |     |
| 186   | DEF   | Armando Benítez       |     |
| 83    | MED   | Andrés Rincón         |     |
| 84    | MED   | Leonardo Franco       |     |
| 88    | MED   | Orlando Jiménez       |     |
| 110   | MED   | Mario Tinajero        | 78' |
| 82    | DEL   | Armando Arce          | 87' |
| 95    | DEL   | Luis Paz              | 68' |
| 100   | DEL   | Isaias Hernández      |     |
| D. T. | D. T. | Jorge Alberto Urbina  |     |

| 205 | Delantero | Daniel Bárcena | 81' |

| 88  | Centrocampista | Ángel Jaime      | 68' |
| 94  | Delantero      | Eduardo Juárez   | 78' |
| 188 | Defensa        | Israel Hernández | 87' |

| 45' | Jesús Álvarez | 1:0 |

| 90' | Israel Hernández | 1:1 |

| 86' | Jonathan Sánchez |

| 86' | Andrés Rincón |

| Principal  | Edgar Espadas         |
| Asistentes | Mario Alberto Ramírez |
|            | Daniel Martínez       |
| Cuarto     | Luis Gerardo García   |

|                    |   | [[Archivo:\|border\|30px]] |
| Tiros              | - | -                          |
| Tiros a puerta     | - | -                          |
| Faltas             | - | -                          |
| Saques de esquina  | - | -                          |
| Penaltis           | - | -                          |
| Fueras de juego    | - | -                          |
| Posesión del balón | % | %                          |

|  |

#### Final - Vuelta
| 86    | POR   | Héctor Lomelí de Anda |      |
| 90    | DEF   | Cristhian Vera        |      |
| 99    | DEF   | Adán Núñez            | 90'  |
| 186   | DEF   | Armando Benítez       |      |
| 83    | MED   | Andrés Rincón         |      |
| 84    | MED   | Leonardo Franco       |      |
| 88    | MED   | Orlando Jiménez       |      |
| 110   | MED   | Mario Tinajero        |      |
| 82    | DEL   | Armando Arce          |      |
| 95    | DEL   | Luis Paz              | 63'  |
| 100   | DEL   | Isaias Hernández      | 109' |
| D. T. | D. T. | Jorge Urbina          |      |

| 100   | POR   | Manuel Zamora           |     |
| 122   | DEF   | Juan Carlos Irene       |     |
| 126   | DEF   | Víctor García del Ángel |     |
| 214   | DEF   | Luis Esquerro           |     |
| 81    | MED   | Ángel de Jesús Fierro   |     |
| 124   | MED   | Gustavo Carmona         |     |
| 216   | MED   | Rodolfo Bastida         | 68' |
| 217   | MED   | Kevin Lozano            |     |
| 85    | DEL   | Jesús Álvarez           | 88' |
| 87    | DEL   | Jonathan Sánchez        |     |
| 117   | DEL   | Luis Mouret             | 79' |
| D. T. | D. T. | Pablo Robles            |     |

| 94  | Delantero      | Eduardo Juárez   | 63'  |
| 89  | Centrocampista | Ángel Jaime      | 90'  |
| 188 | Defensa        | Israel Hernández | 109' |

| 191 | Centrocampista | Josafat Castillo | 68' |
| 205 | Delantero      | Daniel Bárcena   | 79' |
| 86  | Delantero      | Edgar Zamudio    | 86' |

| 77' · 95' | Andrés Rincón Armando Arce | 1:1 2:1 |

| 57' · 104' | Jesús Álvarez Luis Esquerro | 1:0 2:2 |

| Sí · Sí · Sí · Sí | ? | : |

| Sí · Sí · Sí · Sí · No | ? | : |

| 43' · 76' | Rodolfo Bastida Jesús Álvarez |

| Principal  | Antonio de Jesús Olalde |
| Asistentes | Germán López            |
|            | Heder Trujillo          |
| Cuarto     | Carlos Alberto Rojas    |

| 86    | POR   | Héctor Lomelí de Anda |      |
| 90    | DEF   | Cristhian Vera        |      |
| 99    | DEF   | Adán Núñez            | 90'  |
| 186   | DEF   | Armando Benítez       |      |
| 83    | MED   | Andrés Rincón         |      |
| 84    | MED   | Leonardo Franco       |      |
| 88    | MED   | Orlando Jiménez       |      |
| 110   | MED   | Mario Tinajero        |      |
| 82    | DEL   | Armando Arce          |      |
| 95    | DEL   | Luis Paz              | 63'  |
| 100   | DEL   | Isaias Hernández      | 109' |
| D. T. | D. T. | Jorge Urbina          |      |

| 100   | POR   | Manuel Zamora           |     |
| 122   | DEF   | Juan Carlos Irene       |     |
| 126   | DEF   | Víctor García del Ángel |     |
| 214   | DEF   | Luis Esquerro           |     |
| 81    | MED   | Ángel de Jesús Fierro   |     |
| 124   | MED   | Gustavo Carmona         |     |
| 216   | MED   | Rodolfo Bastida         | 68' |
| 217   | MED   | Kevin Lozano            |     |
| 85    | DEL   | Jesús Álvarez           | 88' |
| 87    | DEL   | Jonathan Sánchez        |     |
| 117   | DEL   | Luis Mouret             | 79' |
| D. T. | D. T. | Pablo Robles            |     |

| 94  | Delantero      | Eduardo Juárez   | 63'  |
| 89  | Centrocampista | Ángel Jaime      | 90'  |
| 188 | Defensa        | Israel Hernández | 109' |

| 191 | Centrocampista | Josafat Castillo | 68' |
| 205 | Delantero      | Daniel Bárcena   | 79' |
| 86  | Delantero      | Edgar Zamudio    | 86' |

| 77' · 95' | Andrés Rincón Armando Arce | 1:1 2:1 |

| 57' · 104' | Jesús Álvarez Luis Esquerro | 1:0 2:2 |

| Sí · Sí · Sí · Sí | ? | : |

| Sí · Sí · Sí · Sí · No | ? | : |

| 43' · 76' | Rodolfo Bastida Jesús Álvarez |

| Principal  | Antonio de Jesús Olalde |
| Asistentes | Germán López            |
|            | Heder Trujillo          |
| Cuarto     | Carlos Alberto Rojas    |

| 86    | POR   | Héctor Lomelí de Anda |      |
| 90    | DEF   | Cristhian Vera        |      |
| 99    | DEF   | Adán Núñez            | 90'  |
| 186   | DEF   | Armando Benítez       |      |
| 83    | MED   | Andrés Rincón         |      |
| 84    | MED   | Leonardo Franco       |      |
| 88    | MED   | Orlando Jiménez       |      |
| 110   | MED   | Mario Tinajero        |      |
| 82    | DEL   | Armando Arce          |      |
| 95    | DEL   | Luis Paz              | 63'  |
| 100   | DEL   | Isaias Hernández      | 109' |
| D. T. | D. T. | Jorge Urbina          |      |

| 100   | POR   | Manuel Zamora           |     |
| 122   | DEF   | Juan Carlos Irene       |     |
| 126   | DEF   | Víctor García del Ángel |     |
| 214   | DEF   | Luis Esquerro           |     |
| 81    | MED   | Ángel de Jesús Fierro   |     |
| 124   | MED   | Gustavo Carmona         |     |
| 216   | MED   | Rodolfo Bastida         | 68' |
| 217   | MED   | Kevin Lozano            |     |
| 85    | DEL   | Jesús Álvarez           | 88' |
| 87    | DEL   | Jonathan Sánchez        |     |
| 117   | DEL   | Luis Mouret             | 79' |
| D. T. | D. T. | Pablo Robles            |     |

| 94  | Delantero      | Eduardo Juárez   | 63'  |
| 89  | Centrocampista | Ángel Jaime      | 90'  |
| 188 | Defensa        | Israel Hernández | 109' |

| 191 | Centrocampista | Josafat Castillo | 68' |
| 205 | Delantero      | Daniel Bárcena   | 79' |
| 86  | Delantero      | Edgar Zamudio    | 86' |

| 77' · 95' | Andrés Rincón Armando Arce | 1:1 2:1 |

| 57' · 104' | Jesús Álvarez Luis Esquerro | 1:0 2:2 |

| Sí · Sí · Sí · Sí | ? | : |

| Sí · Sí · Sí · Sí · No | ? | : |

| 43' · 76' | Rodolfo Bastida Jesús Álvarez |

| Principal  | Antonio de Jesús Olalde |
| Asistentes | Germán López            |
|            | Heder Trujillo          |
| Cuarto     | Carlos Alberto Rojas    |

| 86    | POR   | Héctor Lomelí de Anda |      |
| 90    | DEF   | Cristhian Vera        |      |
| 99    | DEF   | Adán Núñez            | 90'  |
| 186   | DEF   | Armando Benítez       |      |
| 83    | MED   | Andrés Rincón         |      |
| 84    | MED   | Leonardo Franco       |      |
| 88    | MED   | Orlando Jiménez       |      |
| 110   | MED   | Mario Tinajero        |      |
| 82    | DEL   | Armando Arce          |      |
| 95    | DEL   | Luis Paz              | 63'  |
| 100   | DEL   | Isaias Hernández      | 109' |
| D. T. | D. T. | Jorge Urbina          |      |

| 100   | POR   | Manuel Zamora           |     |
| 122   | DEF   | Juan Carlos Irene       |     |
| 126   | DEF   | Víctor García del Ángel |     |
| 214   | DEF   | Luis Esquerro           |     |
| 81    | MED   | Ángel de Jesús Fierro   |     |
| 124   | MED   | Gustavo Carmona         |     |
| 216   | MED   | Rodolfo Bastida         | 68' |
| 217   | MED   | Kevin Lozano            |     |
| 85    | DEL   | Jesús Álvarez           | 88' |
| 87    | DEL   | Jonathan Sánchez        |     |
| 117   | DEL   | Luis Mouret             | 79' |
| D. T. | D. T. | Pablo Robles            |     |

| 94  | Delantero      | Eduardo Juárez   | 63'  |
| 89  | Centrocampista | Ángel Jaime      | 90'  |
| 188 | Defensa        | Israel Hernández | 109' |

| 191 | Centrocampista | Josafat Castillo | 68' |
| 205 | Delantero      | Daniel Bárcena   | 79' |
| 86  | Delantero      | Edgar Zamudio    | 86' |

| 77' · 95' | Andrés Rincón Armando Arce | 1:1 2:1 |

| 57' · 104' | Jesús Álvarez Luis Esquerro | 1:0 2:2 |

| Sí · Sí · Sí · Sí | ? | : |

| Sí · Sí · Sí · Sí · No | ? | : |

| 43' · 76' | Rodolfo Bastida Jesús Álvarez |

| Principal  | Antonio de Jesús Olalde |
| Asistentes | Germán López            |
|            | Heder Trujillo          |
| Cuarto     | Carlos Alberto Rojas    |